# ایو بون‌فوآ
ایو ژان بون‌فوآ (به فرانسوی: Yves Jean Bonnefoy) (زاده ۲۴ ژوئن ۱۹۲۳ - درگذشته ۱ ژوئیه ۲۰۱۶) شاعر و مقاله‌نویس قرن بیستم میلادی اهل فرانسه بود. این شاعر، نویسنده و مترجم بیش از ۱۰۰ جلد کتاب منتشر کرد که به ۳۰ زبان زنده ترجمه شده‌است.

## زندگی‌نامه
ایو بون‌فوآ ۲۴ ژوئن ۱۹۳۲ در شهر تور متولد شده‌است. تحصیلات ابتدایی خود را در زادگاهش انجام داد و در اواخر سال ۱۹۴۳، برای تکمیل تحصیلات خود در زمینهٔ ریاضیات و فلسفه در دانشگاه پواتیه به پاریس رفت. او کار خود را با نقد هنری از جمله نوشتن دربارهٔ پابلو پیکاسو، آلبرتو جاکومتی و پیت موندریان آغاز کرد. در همین ایام بود که نخستین بارقه‌های شعری‌اش درخشید. از ۱۹۴۵ تا ۱۹۴۷، با جنبش فراواقع‌گرایی در ارتباط بود. رسالهٔ کوچک نوازنده پیانو " Traité du pianiste" را در این دوره به چاپ رساند. در سال ۱۹۴۷، از فراواقع‌گرایی جدا شد و از این تاریخ به بعد، حرفه ادبی خود را به گونه‌ای جدی شروع کرد. سبک اشعار او گونه‌ای از سوررئالیسم بود، اما سعی می‌کرد که آثارش دچار ابهامی نشوند که خواننده‌اش را از روزمرگی جدا کند.
با اولین مجموعه شعرش، «از جنبش و سکون دوو» (۱۹۵۳)، به شهرت رسید و تا امروز چندین مجموعه شعر از او به چاپ رسیده‌است: «دیروز فرمانروای بیابان» (۱۹۵۸)، «سنگ نوشته شده» (۱۹۶۵)، در آستانه فریب (۱۹۷۵)، «آنچه بی‌نور بود» (۱۹۸۷) و سطوح منحنی (۲۰۰۱). در عین حال، او چند مجموعه مقاله نظری و انتقادی دارد که اهدافش را مشخص می‌کنند: نامحتمل (۱۹۵۹)، مذاکره در باب شعر (۱۹۸۰) و طرح، رنگ، نور (۱۹۹۵) و…. او همچنین آثار دوستش، گورگوس سفریس، شاعر و دیپلمات یونانی را نیز ترجمه کرده‌است.
ایو بون‌فوآ که از مترجمان برجسته آثار ویلیام شکسپیر به فرانسه است، با بزرگانی چون فیلیپ ژاکوته، آندره دو بوشه و ژاک دوپن، انتشار مجله ناپایداری را همراهی می‌کنند. بون‌فوآ علاوه بر تدریس در چند دانشگاه آمریکایی از سال ۱۹۸۱ تا سال ۱۹۹۴ در مدرسه عالی فرانسه، مدرس ادبیات تطبیقی بود. او در سال ۱۹۹۵ برنده جایزه جهانی Cino Del Duca شد، در سال ۲۰۰۶، جزو نامزدهای دریافت جایزه ادبی نوبل بود. ایو بون‌فوآ، در ۱ ژوئیه ۲۰۱۶ در سن ۹۳ سالگی در پاریس درگذشت.